# قائمة شخصيات آل التنين
شخصيات المسلسل التلفزيوني الخيالي آل التنين مبنية على نظيراتها من رواية المؤلف جورج ر. ر. مارتن القصيرة الأميرة والملكة لعام 2013، وروايته القصيرة الأمير المارق لعام 2014 وروايته النار والدم لعام 2018. يتبع المسلسل حرب الخلافة المدمرة على العرش الحديدي لقارة ويستروس المعروفة باسم «رقصة التنانين»، والتي دارت رحاها بين الملكة رينيرا تارجارين (السود) والملك إجون تارجارين الثاني (الخضر) وأنصارهما.

## الطاقم

### الطاقم الرئيسي
= طاقم الشخصيات الرئيسية (معتمد) 
  = طاقم الظهور المتكرر (3+)
  = طاقم الضيوف (1–2)
| الممثل / الممثلة | الشخصية              | الظهور          | الظهور          |
| الممثل / الممثلة | الشخصية              | 1               | 2               |
| ---------------- | -------------------- | --------------- | --------------- |
| بادي كونسيدين    | فِسيرس تارجارين الأول | بطولة           | غير مُعتمد       |
| مات سميث         | ديمون تارجارين       | بطولة           | بطولة           |
| إيما دارسي       | رينيرا تارجارين      | بطولة           | بطولة           |
| ميلي آلكوكY      | رينيرا تارجارين      | بطولة           | دور شرفي        |
| ريس ايفانز       | أوتو هايتاور         | بطولة           | بطولة           |
| ستيف توسان       | كورلس فيلاريون       | بطولة           | بطولة           |
| إيف بيست         | ريينس تارجاريين      | بطولة           | بطولة           |
| سونويا ميزونو    | ميساريا              | بطولة           | بطولة           |
| فابيان فرانكل    | كريستون كول          | بطولة           | بطولة           |
| أوليفيا كوك      | أليسنت هايتاور       | بطولة           | بطولة           |
| إميلي كاريY      | أليسنت هايتاور       | بطولة           | Does not appear |
| غراهام مكتافيش   | هارولد وسترلينج      | بطولة           | Does not appear |
| ماثيو نيدهام     | لارِس سترونج          | بطولة           | بطولة           |
| جيفرسون هول      | جيسون لانيستر        | بطولة           | بطولة           |
| جيفرسون هول      | تايلاند لانيستر      | بطولة           | بطولة           |
| هاري كوليت       | جِسيرس فيلاريون       | بطولة           | بطولة           |
| توم غلين كارني   | إجون تارجارين الثاني | بطولة           | بطولة           |
| إيوان ميتشل      | إيموند تارجارين      | بطولة           | بطولة           |
| بيثاني أنطونيا   | بِايلا تارجارين       | بطولة           | بطولة           |
| فيبي كامبل       | رِاينا تارجارين       | بطولة           | بطولة           |
| فيا سابان        | هليلينا تارجارين     | بطولة           | بطولة           |
| كورت إيجياوان    | أوروايل              | دور مساعد       | بطولة           |
| كيران بيو        | هيو المطرقة          | Does not appear | بطولة           |
| أبو بكر سالم     | آلِن ابن الأبدان      | Does not appear | بطولة           |
| توم تايلور       | كريجان ستارك         | Does not appear | بطولة           |
| كلينتون ليبرتي   | أدام ابن الأبدان     | Does not appear | بطولة           |
| توم بينيت        | أولف الأبيض          | Does not appear | بطولة           |
| إلورا تورشيا     | كات                  | Does not appear | بطولة           |
| فريدي فوكس       | جواين هايتاور        | بديل            | بطولة           |
| غايل رانكين      | آليس روفرز           | Does not appear | بطولة           |
| سيمون روسل بيل   | سيمون سترونج         | Does not appear | بطولة           |

ملاحظات
1. ↑  في الموسم الثاني، يظهر فسيرس تارجارين فقط أثناء رؤى ديمون فسيرس.
2. ↑  في الموسم الثاني، تظهر رينيرا تارجارين الصغيرة فقط خلال رؤى ديمون تارجارين.
3. ↑  في الموسم الأول، قام الممثل الضيف ليو هارت أيضًا بدور الشاب جِسيرس فيلاريون.
4. ↑  في الموسم الأول، تم أيضًا تصوير الشاب إجون تارجارين من قبل الممثل الضيف تاي تينانت.
5. ↑  في الموسم الأول، قام الممثل الضيف ليو أشتون بدور إيموند تارجارين الشاب.
6. ↑  في الموسم الأول، قامت الممثلة الضيفة شاني سميثورست أيضًا بلعب دور بايلا تارجارين الشابة.
7. ↑  في الموسم الأول، قامت الممثلة الضيفة إيفا أوسي جيرنينج بدور راينا تارجارين الشابة.
8. ↑  في الموسم الأول، قامت الممثلة الضيفة إيفي ألين أيضًا بدور هيلينا تارجارين الشابة.
9. ↑  في الموسم الأول، قام الممثل البهلواني ويل ويلوبي بدور جواين هايتاور الشاب.

### طاقم الظهور المتكرر
= طاقم الظهور المتكرر (3+)
  = طاقم الضيوف (1-2)
| الممثل / الممثلة | الشخصية           | الظهور          | الظهور          |
| الممثل / الممثلة | الشخصية           | 1               | 2               |
| ---------------- | ----------------- | --------------- | --------------- |
| ديفيد حوروفاتسح  | ميلوس             | دور مساعد       | Does not appear |
| بيل باترسون      | لايمان بيزبوري    | دور مساعد       | Does not appear |
| جافين سبكوس      | لايونل سترونج     | دور مساعد       | Does not appear |
| ستيفان رودري     | هوبرت هايتاور     | دور مساعد       | Does not appear |
| إليوت تيتنسور    | إريك كارجل        | دور مساعد       | دور مساعد       |
| لوك تيتنسور      | آريك كارجل        | دور مساعد       | دور مساعد       |
| جون ماكميلان     | لينور فيلاريون    | دور مساعد       | Does not appear |
| نانا بلونديل     | لاينا فيلاريون    | دور مساعد       | دور شرفي        |
| أنتوني فلاناغان  | ستيفون داركلين    | دور مساعد       | دور مساعد       |
| ريان كور         | هاروين سترونج     | دور مساعد       | Does not appear |
| فيل جونسون       | فيموند فيلاريون   | دور مساعد       | Does not appear |
| إليوت جريهولت    | لوسيريس فيلاريون  | دور مساعد       | Does not appear |
| بول كينيدي       | جاسبر وايلد       | دور مساعد       | دور مساعد       |
| أليكسيس رابين    | تاليا             | دور مساعد       | Does not appear |
| جوردون ستيفنز    | إليندا ماسي       | دور مساعد       | دور مساعد       |
| بول هيكي         | ألون كازويل       | دور مساعد       | Does not appear |
| فيل دانيلز       | جيرارديس          | دور مساعد       | دور مساعد       |
| ماكس وروتسلي     | لوران ماربراند    | دور شرفي        | دور مساعد       |
| جيمي كينا        | ألفريد بروم       | Does not appear | دور مساعد       |
| نيكولاس جونز     | بارتيموس سيلتيجار | دور شرفي        | دور مساعد       |
| مايكل إلوين      | سيمون ستونتون     | دور شرفي        | دور مساعد       |
| جيمس دريفوس      | جورمون ماسي       | Does not appear | دور مساعد       |
| بارني فيشويك     | مارتين رين        | Does not appear | دور مساعد       |
| رالف ديفيس       | ليون إسترمونت     | Does not appear | دور مساعد       |
| توك ستيفن        | إدارد ووترز       | Does not appear | دور مساعد       |
| أوسكار إسكينازي  | جوفري فيلاريون    | بديل            | دور مساعد       |
| ميشيل بونارد     | سيلفي             | دور شرفي        | دور مساعد       |
| فينسينت راجان    | ريكارد ثورن       | Does not appear | دور مساعد       |
| مادي إيفانز      | ديانا             | دور شرفي        | دور مساعد       |
| غرايم ماكنايت    | باكستر سترونج     | Does not appear | دور مساعد       |
| بول فالنتين      | جيرموند سترونج    | Does not appear | دور مساعد       |
| إيدي آير         | أكسل بولوير       | Does not appear | دور مساعد       |
| جاك باري جونز    | ويليم بلاكوود     | دور شرفي        | دور مساعد       |
| أماندا كولن      | إيما آرِن          | Does not appear | دور مساعد       |

1. ↑  في الموسم الأول، تم تصوير لينور فيلاريون الشاب أيضًا من قبل الممثلين ثيو نيت وماثيو كارفر.
2. ↑  في الموسم الأول، تم تصوير لاينا فيلاريون الشابة أيضًا من قبل الممثلات سافانا ستاين ونوفا فويليس موسي.
3. ↑  في الموسم الثاني، تظهر لاينا فيلاريون فقط أثناء رؤى ديمون تارجارين.
4. ↑  في الموسم الأول، قام الممثل هارفي سادلر أيضًا بدور لوسيريس فيلاريون الشاب.
5. ↑  في الموسم الأول، تم تصوير جوفري فيلاريون من قبل العديد من الممثلين الأطفال غير المعتمدين.
6. ↑  في الموسم الأول، جسّد الممثل ألفي تود شخصية ويليم بلاكوود الشاب.

### طاقم الضيوف
الموسم 1
- ميخائيل كارتر بدور جِهيرس تارجارين
- غاري كوبر بدور ريام ريدوين
- جوليان جونز بدور بورموند باراثيون
- ديفيد هونسلو بدور ريكون ستارك
- فرانكي ويلسون بدور راندل باريت
- دانيال سكوت سميث بدور كراجاس دراهار
- سولي ماكلويد بدور جوفري لونماوث
- لوسي بريرز بدور سيرا لانيستر
- جوانا ديفيد بدور جوسلين ريدوين
- آلانا رمزي بدور لينيس هايتاور
- كريس ديفيد ستورر بدور همفري براكن
- غابرييل سكوت بدور جيريل براكن
- بول ليونارد بدور بيريك دونداريون
- أوين أوكشوت بدور جيرولد رويس
- راشيل ريدفورد بدور ريا رويس
- أرتي فروشان بدور كارل كوري
- دين نولان بدور ريجيو هاراتيس
- حقي علي بدور كلفين
- روجر إيفانز بدور بوروس باراثيون

الموسم 2
- سام سي ويلسون بدور دم
- مارك ستوبارت بدور جبنة
- ريان كوبل بدور إيرون براكن
- كيران بيرتون بدور دافوس بلاكوود
- أرتشي بارنز بدور أوسكار تلي
- ستيفن باسي بدور جونثور داركلين
- أماندا كولن بدور جين آرِن
- تيم فاراداي بدور آموس براكن
- كينيث كولارد بدور فورست فراي
- سارة وودورد بدور سابِثا فراي
- إيميلين لامبرت بدور أليسا تارجيريان
- أنطونيو ماجرو بدور بيتر بايبر
- تورلو كونفيري بدور واليس موتون
- دانيال فيذرز بدور همفري ليفورد

## الشخصيات الرئيسية

### فسيرس تارجارين الأول

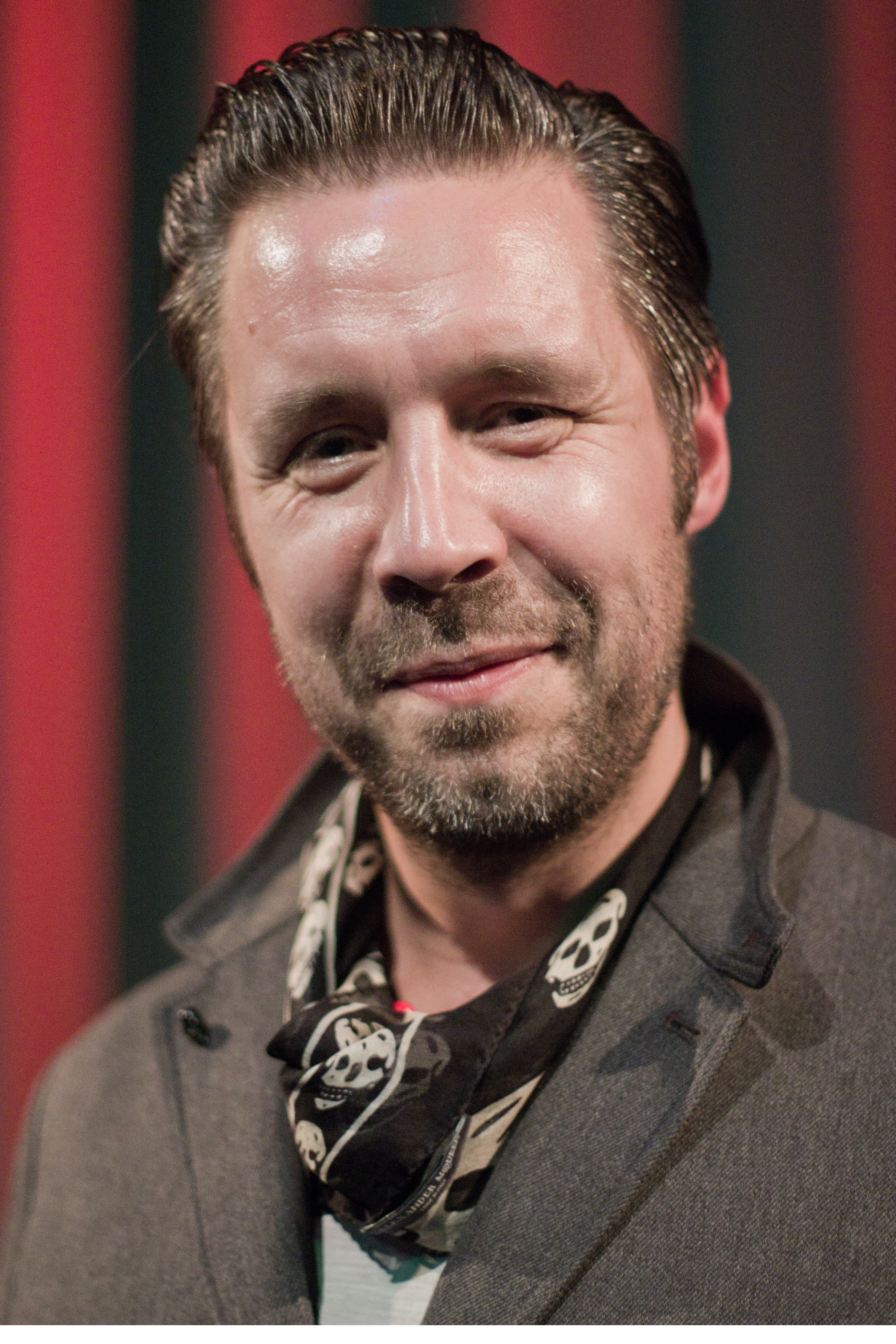
بادي كونسيدين

فِسيرس تارجارين الأول (يُجسد الشخصية بادي كونسيدين)، يُعرف بعد وفاته باسم «فِسيرس المسالم»، وهو الملك الخامس للممالك السبع. وهو حفيد الملك السابق جِهيرس المُصلح وزوج الملكة إيما آرِن ولاحقاً الملكة أليسنت هايتاور. وهو والد الملكة رينيرا تارجارين والأمير بايلون تارجارين الذي لم يدم طويلاً من خلال زوجته الأولى إيما والملك إجون الثاني، والملكة هيلينا، والأمير إيموند، والأمير دايرون تارجارين من خلال زوجته الثانية أليسنت. لقد كان راكب تنين كان مرتبطًا بالتنين باليريون حتى مات التنين بسبب الشيخوخة.
في الموسم الثاني، ظهر خلال رؤى ديمون الغامضة أثناء إقامته في هارِنهال.

### ديمون تارجارين

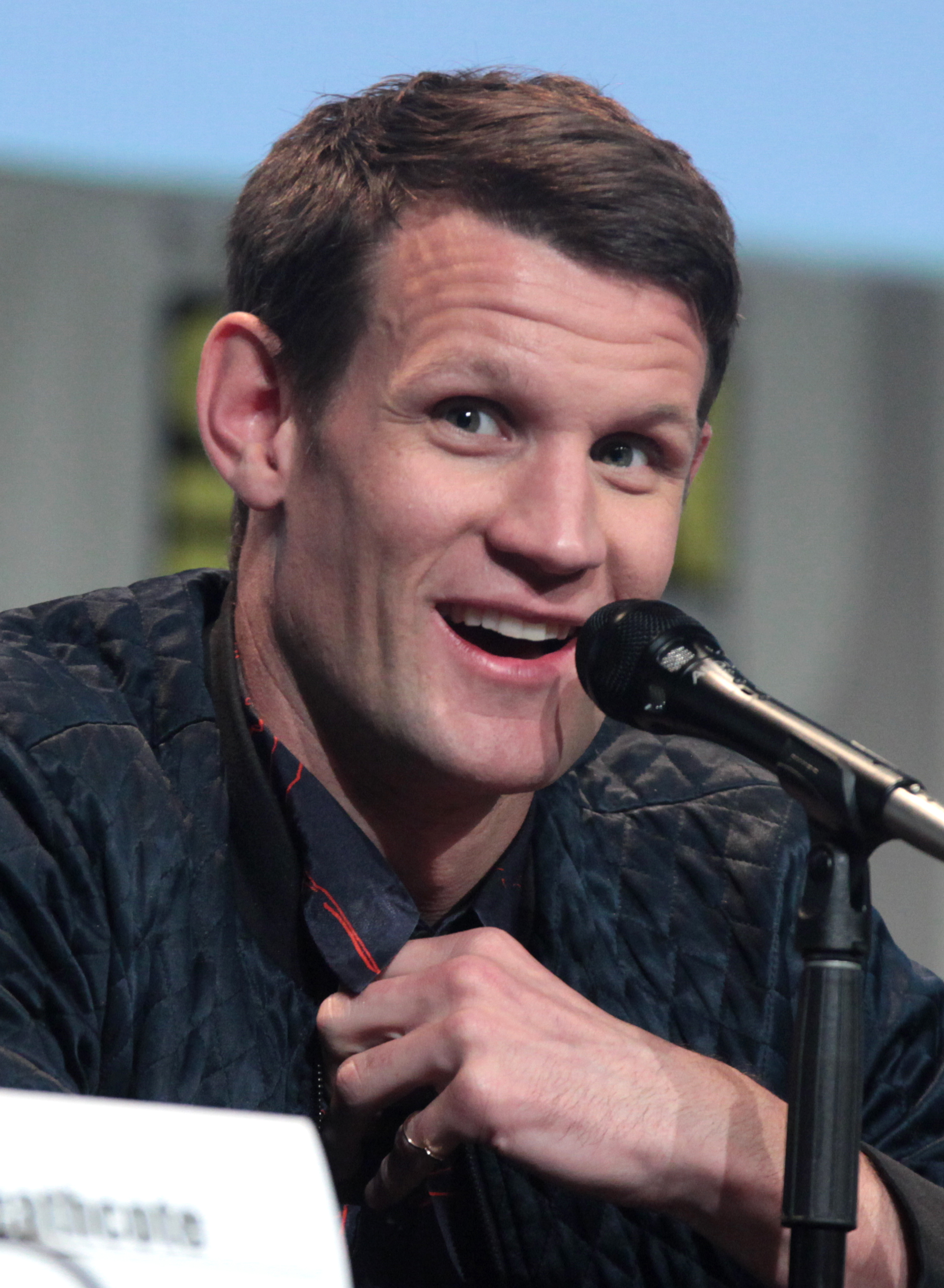
مات سميث

ديمون تارجارين (يُجسد الشخصية مات سميث)، يُعرف أيضًا باسم «الأمير المارق» بسبب سلوكه غير المتوقع، وهو الأخ الأصغر للملك فِسيرس الأول تارجارين وزوج السيدة ريا رويس، الليدي لاينا فيلاريون ثم ابنة أخته الملكة رينيرا تارجارين. وهو والد الليدي بِايلا تارجارين والسيدة رِاينا تارجارين من خلال زوجته الثانية لاينا والأمير إجون «الأصغر»، والأمير فِسيرس، والأميرة الميتة فيسينيا تارجارين من خلال زوجته الثالثة رينيرا. وهو راكب تنين مرتبط بالتنين كاراكسس ويمتلك السيف الفولاذي الفاليري «الأخت المظلمة».

### رينيرا تارجارين

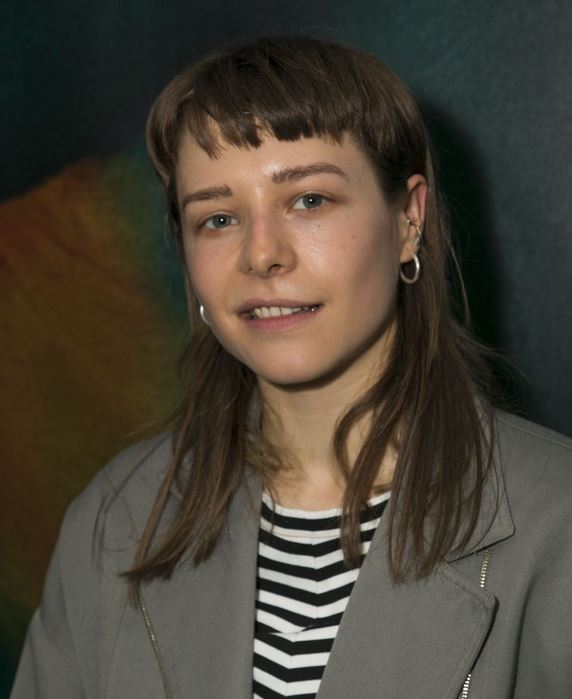
إيما دارسي

رينيرا تارجارين (تُجسد الشخصية إيما دارسي كبالغة وميلي آلكوك بدور رينيرا الشابة)، هي ملكة الممالك السبع المتنازع عليها. هي ابنة الملك فِسيرس الأول تارجارين والملكة إيما آرِن، وزوجة سير لِاينور فيلاريون وعمها فيما بعد الأمير ديمون تارجارين. وهي والدة الأمير جاكاريس، والأمير لوسيريس، والأمير جوفري فيلاريون من خلال عشيقها سير هاروين سترونج والأمير إجون "الأصغر"، والأمير فِسيرس، والأميرة الميتة فيسينيا تارجارين من خلال زوجها الثاني ديمون. إنها راكبة تنين مرتبطة بالتنين سيراكس.

### أوتو هايتاور

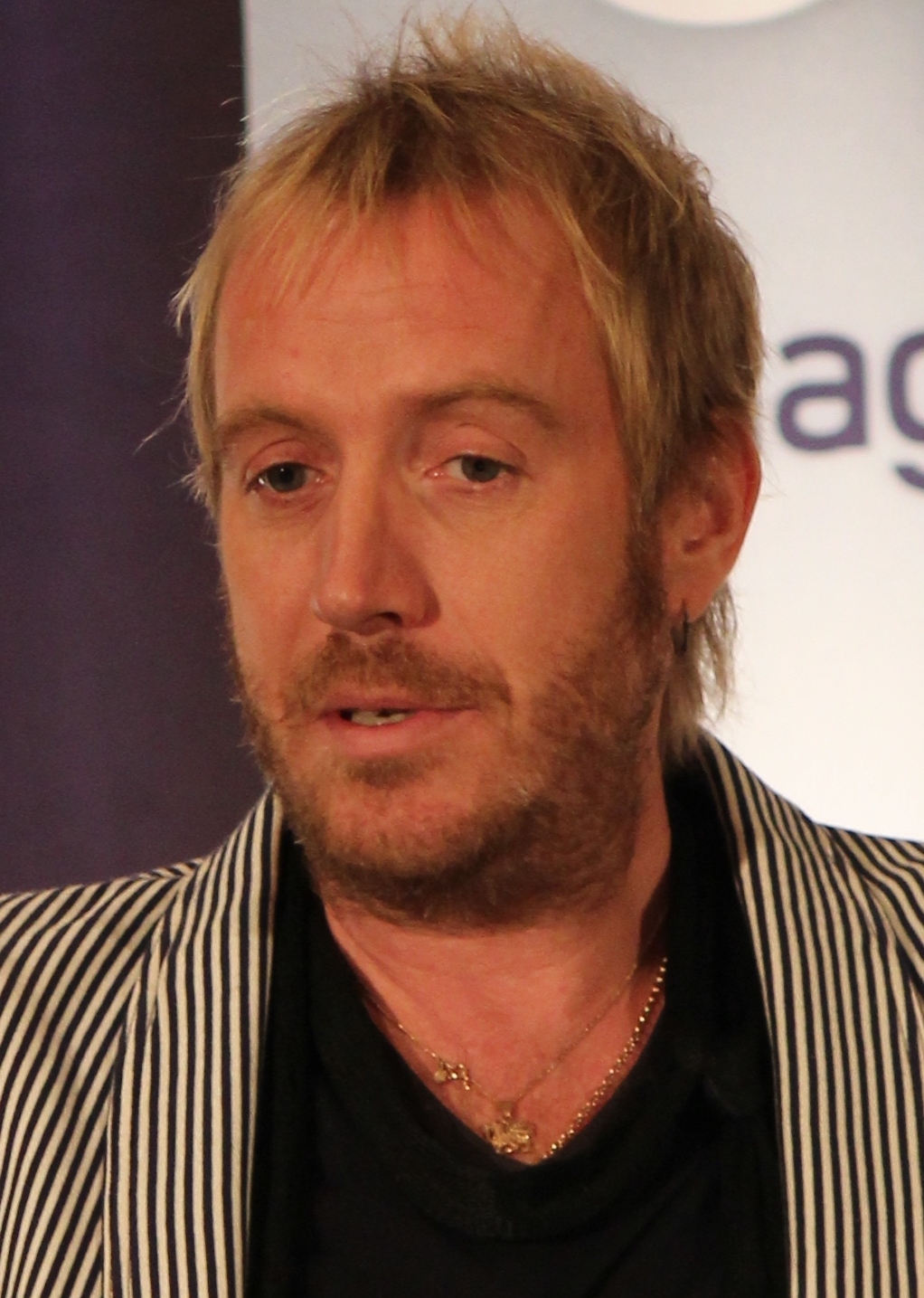
ريس ايفانز

أوتو هايتاور (يُجسد الشخصية ريس ايفانز)، هو والد السير جوين هايتاور والملكة أليسنت هايتاور التي خدمت يد الملك في المجلس الصغير في عهد الملك جايهاريس المُصلح، والملك فِسيرس الأول تارجارين والملك إجون الثاني تارجارين.

### كورلس فيلاريون

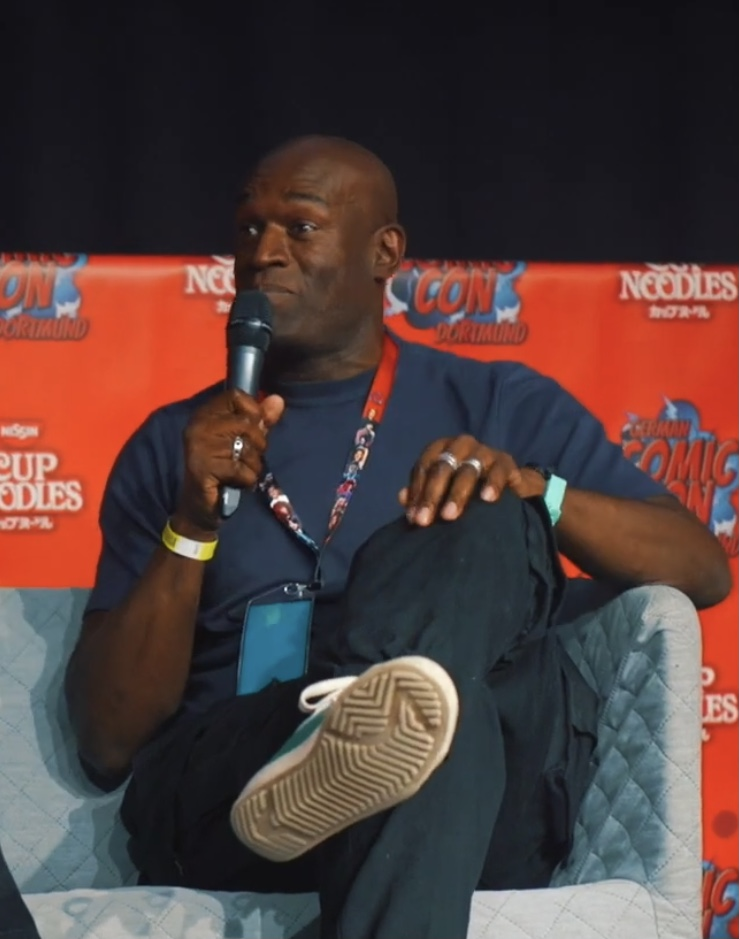
ستيف توسان

كورلِس فيلاريون (يُجسد الشخصية ستيف توسان)، المعروف أيضًا باسم «ثعبان البحر»، وهو زوج الأميرة ريينس تارجارين. وهو والد السير لِاينور فيلاريون والسيدة لاينا فيلاريون من خلال زوجته ريينس وأب لولدين غير شرعيين، آلِن ابن الأبدان وأدام ابن الأبدان. وهو سيد دريفتمارك، ولورد عائلة فيلاريون في أراضي التاج، والبحار الأكثر شهرة في تاريخ ويستروس. يشغل أيضًا منصب سيد السفن في المجلس الصغير للملك فِسيرس الأول تارجارين، ولاحقًا بصفته يد الملكة في المجلس الأسود للملكة رينيرا تارجارين.

### ريينس تارجارين

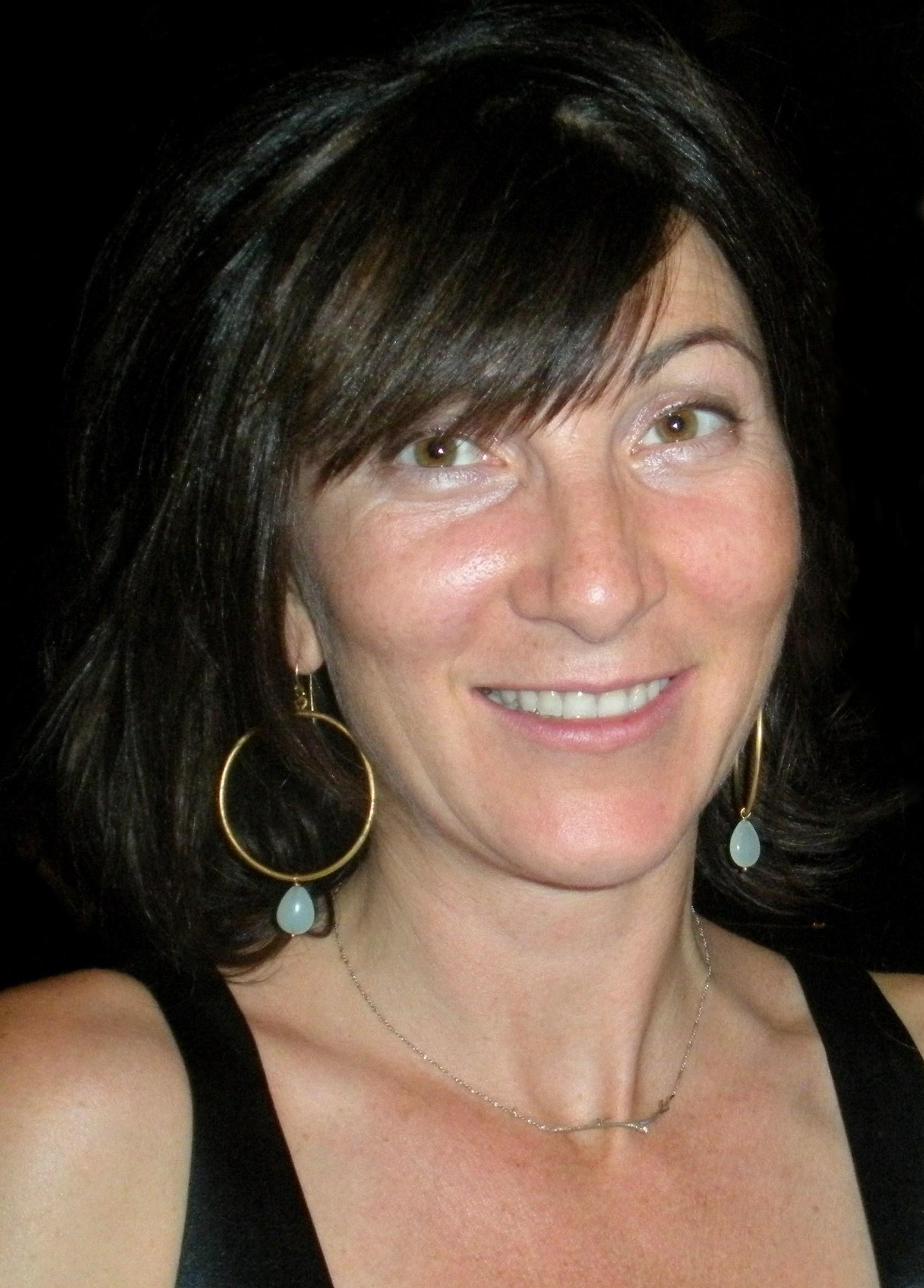
إيف بيست

ريينس تارجاريين (تُجسد الشخصية إيف بيست)، تُعرف أيضًا باسم «الملكة التي لم تكن»، وهي ابنة عم الملك فِسيرس الأول تارجارين، زوجة اللورد كورلِس فيلاريون وأم السير لِاينور فيلاريون والليدي لاينا فيلاريون. وهي راكبة تنين مرتبطة بالتنين ميليس.

### ميساريا
ميساريا (تُجسد الشخصية سونويا ميزونو)، والمعروفة أيضًا باسم «الدودة البيضاء»، هي راقصة سابقة في بيت دعارة من يي تي في أقصى الشرق والتي أصبحت عشيقة للأمير ديمون تارجارين.

### كريستون كول
كريستون كول (يُجسد الشخصية فابيان فرانكل)، هو فارس من تخوم دورن وابن وكيل سيد بلاكهافن. وهو عضو في الحرس الملكي تحت حكم الملك فِسيرس تارجارين الأول والملك إجون تارجارين الثاني. في عهد إجون، خلف السير هارولد وسترلينج كقائد الحرس الملك وخلف لاحقًا السير أوتو هايتاور كساعد الملك في المجلس الصغير.

### أليسنت هايتاور

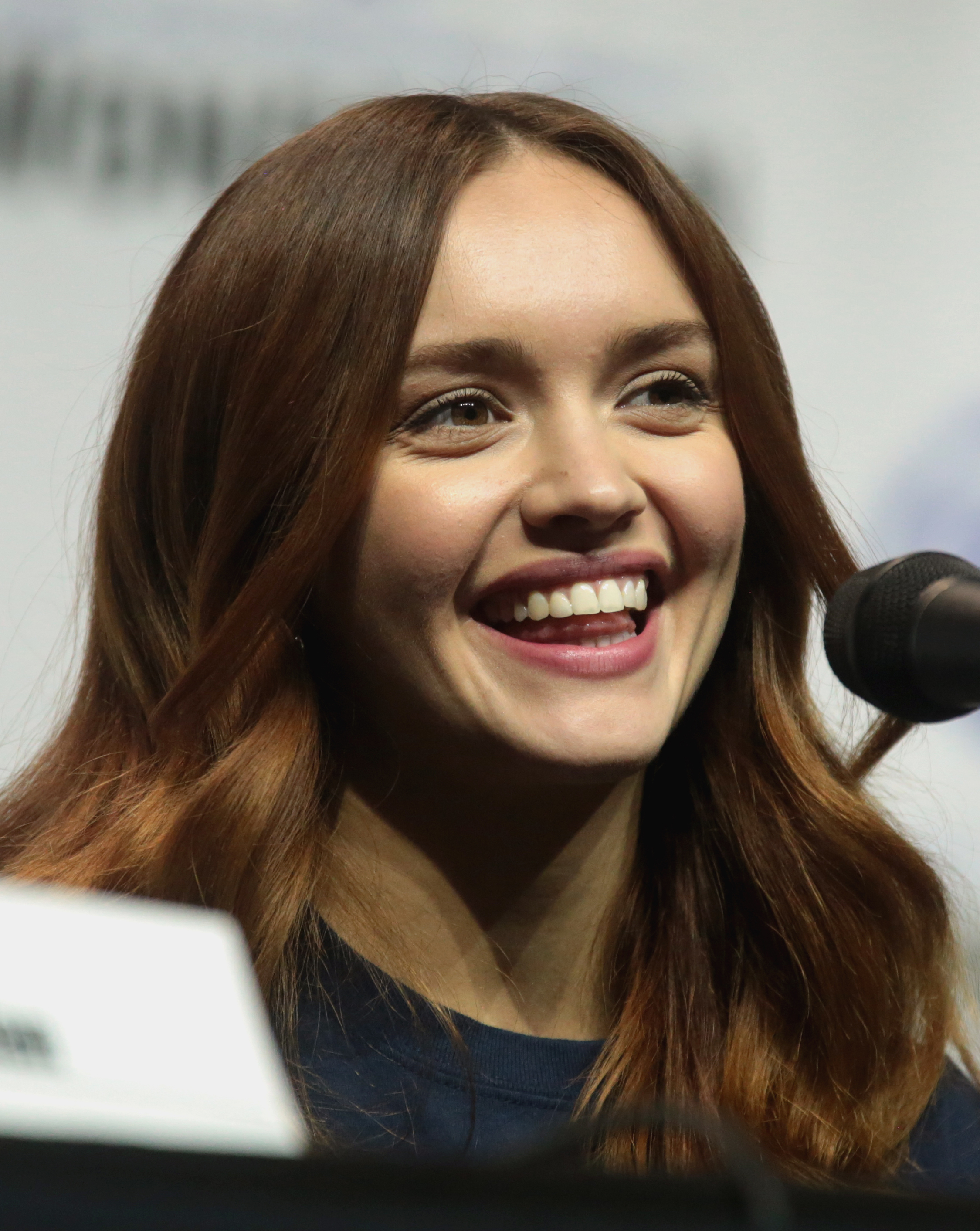
أوليفيا كوك

أليسنت هايتاور (تُجسد الشخصية أوليفيا كوك كبالغة وإميلي كاري كأليسنت الشابة)، ابنة سير أوتو هايتاور، الزوجة الثانية للملك فِسيرس الأول تارجارين وأم الملك إجون الثاني، والملكة هيلينا، والأمير إيموند، والأمير دايرون تارجارين. وهي أيضًا رفيقة الطفولة للأميرة رينيرا تارجارين، حيث نشأوا معًا في القلعة الحمراء.

### هارولد وسترلينج
هارولد وسترلينج (يُجسد الشخصية غراهام مكتافيش)، هو عضو في الحرس الملكي تحت حكم الملك جِهيرس المُصلح والملك فِسيرس تارجارين الأول. في عهد فِسيرس، خلف السير ريام ريدوين في منصب اللورد القائد للحرس الملكي. استقال لاحقًا من منصبه في الحرس الملكي احتجاجًا عندما اكتشف أن غالبية المجلس الصغير قد تآمروا لصالح وضع إجون تارجارين كملك بدلاً من الوريثة المختارة الأميرة رينيرا تارجارين.

### لارس سترونج
لارِس سترونج (يُجسد الشخصية ماثيو نيدهام)،، المعروف أيضًا باسم «الأحنف» بسبب عيب خلقي، هو الابن الأصغر للورد لايونل سترونج الذي خلفه في منصب لورد هارِنهال ولورد عائلة سترونج من أراضي النهر. تم تعيينه بصفته لورد الاعترافات بالقلعة الحمراء، وعمل لاحقًا بصفته سيد الهمسات في المجلس الصغير للملك إجون الثاني تارجارين.

### جيسون لانيستر
جيسون لانيستر (يُجسد الشخصية جيفرسون هول)، هو ابن السيدة سيرا لانيستر والأخ التوأم الأكبر للسير تايلاند لانيستر. وهو لورد كاسترلي روك، وسيد آل لانستر، وحامي الغرب.

### تايلاند لانيستر
تايلاند لانيستر (يُجسد الشخصية جيفرسون هول)، هو ابن السيدة سيرا لانيستر والأخ التوأم الأصغر للورد جيسون لانيستر. شغل منصب خليفة اللورد كورلِس فيلاريون بصفته سيد السفن في المجلس الصغير للملك فِسيرس الأول تارجارين، ثم قام بتبديل مناصبه لاحقًا عندما خلف اللورد لايمان بيزبوري بصفته سيد العملة في المجلس الصغير للملك إجون الثاني تارجارين.

### جسيرس «جيس» فيلاريون
جِسيرس فيلاريون (يُجسد الشخصية هاري كوليت كمراهق وليو هارت كطفل)، هو الابن الأكبر للملكة رينيرا تارجارين، ووالده الشرعي السير لِاينور فيلاريون، ووالده البيولوجي السير هاروين سترونج. وهو راكب تنين مرتبط بالتنين فيرماكس.

### إجون تارجارين الثاني

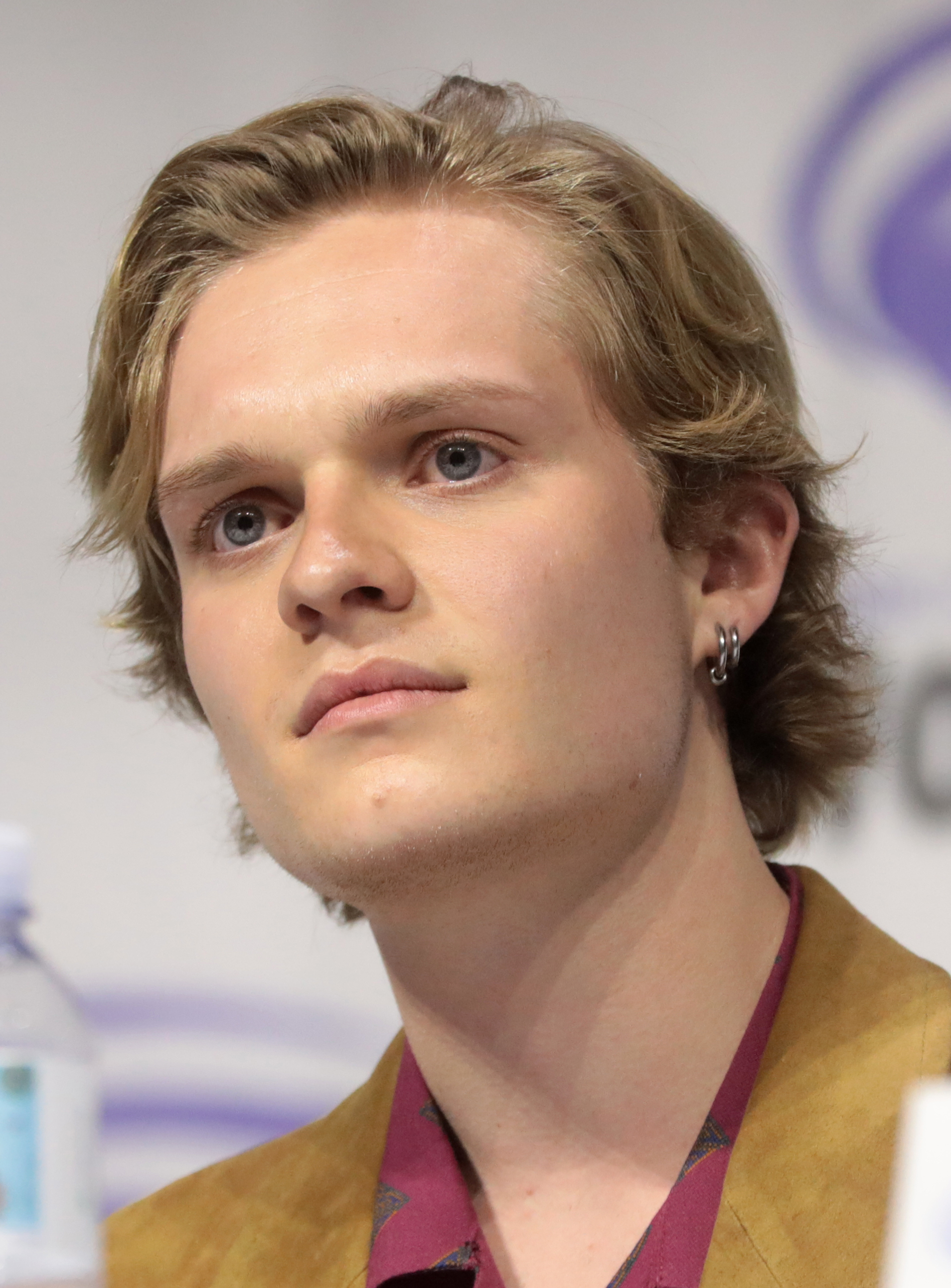
توم غلين كارني

إجون تارجارين الثاني (يُجسد الشخصية توم غلين كارني كبالغ وتاي تينانت كمراهق)، هو الملك السادس للممالك السبع. وهو الابن الأكبر للملك فِسيرس الأول تارجارين والملكة أليسنت هايتاور، وزوج أخته وزوجته الملكة هيلينا تارجارين، ووالد الأمير جِهيرس تارجارين والأميرة جِهيرا تارجارين. وهو راكب تنين مرتبط بالتنين صنفاير.

### إيموند تارجارين
إيموند تارجارين (يُجسد الشخصية إيوان ميتشل كبالغ وليو أشتون كطفل)، المعروف أيضًا باسم «إيموند ذو العين الواحدة»، وهو الطفل الثالث للملك فِسيرس تارجارين الأول والملكة أليسنت هايتاور. بعد جنازة السيدة لاينا فيلاريون، أصبح راكب تنين بعد أن حصل على تنينتها فاجهار.

### بايلا تارجارين
بِايلا تارجارين (تُجسد الشخصية بيثاني أنطونيا كمراهقة وشاني سميثورست كطفلة)، هي الابنة الكبرى للأمير ديمون تارجارين والليدي لاينا فيلاريون. وهي راكبة تنين مرتبطة بالتنين موندانسر.

### راينا تارجارين
رِاينا تارجارين (تُجسد الشخصية كمراهقة وإيفا أوسي جيرنينج كطفلة)، هي الابنة الصغرى للأمير ديمون تارجارين والليدي لاينا فيلاريون. على عكس أختها وأبناء عمومتها، لم تفقس بيضة التنين الخاصة بها.

### هيلينا تارجارين
هليلينا تارجارين (تُجسد الشخصية فيا سابان كبالغة وإيفي ألين كطفلة)، هي الطفلة الثانية للملك فِسيرس الأول تارجارين والملكة أليسنت هايتاور، وهي زوجة وأخت الملك إجون الثاني تارجارين، وأم جِهيرس تارجارين وجيهايرا تارجارين. وهي راكبة تنين مرتبطة بالتنين دريمفاير. لديها اهتمام فريد بالحشرات ويبدو أنها تقدم نبوءات غامضة عن المستقبل.

### أوروايل

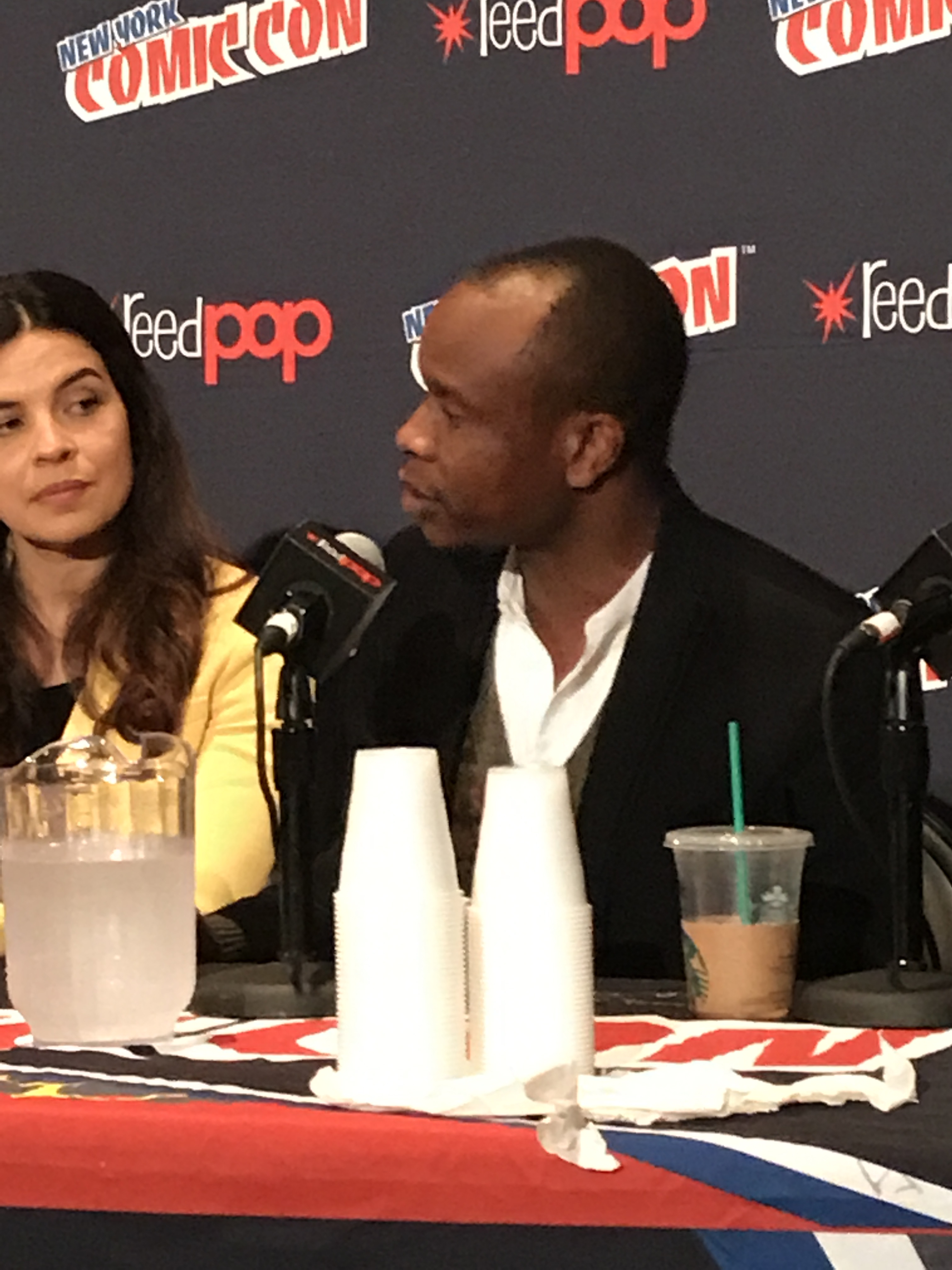
كورت إيجياوان

أوروايل (يُجسد الشخصية كورت إيجياوان)، هو خليفة ميلوس بصفته المايستر الأكبر في المجلس الصغير للملك فِسيرس الأول تارجارين والملك إجون الثاني تارجارين. قبل أن يشغل منصب المايستر الرئيس، كان يساعد ميلوس في علاج فِسيرس المريض، ويقترح في النهاية طرقًا أفضل للعلاج على الرغم من خبرته الأقل. بعد ستة عشر عامًا، بعد وفاة فِسيرس على الفور، تم الكشف عن أن أوروايل جزء من مخطط تتويج إجون كملك، ويدافع عن قتل الأميرة رينيرا تارجارين للقضاء على المدعي المنافس. ينضم أيضًا إلى السير أوتو هايتاور عندما يذهب إلى دراجونستون في محاولة لإقناع رينيرا بالاستسلام بسلام.

### هيو المطرقة
هيو المطرقة (يُجسد الشخصية كيران بيو)، هو زوج كات والحداد من كينجز لاندنج. تم تكليف هيو من قبل العرش بتصنيع مقذوفات العقرب للدفاع عن كينجز لاندنج من هجمات التنانين المحتملة.

### آلن ابن الأبدان
آلِن ابن الأبدان (يُجسد الشخصية أبو بكر سالم)، هو الابن غير الشرعي للورد كورلِس فيلاريون، مما يجعله بذرة التنين، والأخ الأكبر لأدام ابن الأبدان.

### كريجان ستارك
كريجان ستارك (يُجسد الشخصية توم تايلور) هو ابن اللورد ريكون ستارك الذي خلفه في منصب لورد وِنترفيل، ولورد عائلة ستارك، وحامي الشمال. يزور الجدار بجانب الأمير جِسيرس فيلاريون ويوافق على الوفاء بقسم والده ودعم مطالبة الملكة رينيرا تارجارين بالعرش الحديدي.

### أدام ابن الأبدان
أدام ابن الأبدان (يُجسد الشخصية كلينتون ليبرتي)، هو الابن غير الشرعي للورد كورلِس فيلاريون، مما يجعله من بذور التنين، والأخ الأصغر لآلِن ابن الأبدان. لقد أصبح راكب تنين بعد ارتباطه بالتنين سيسموك.

### أولف الأبيض
أولف الأبيض (يُجسد الشخصية توم بينيت)، هو الابن غير الشرعي المزعوم للأمير بايلون تارجارين، والد الملك فِسيرس الأول تارجارين والأمير ديمون تارجارين، مما يجعله من بذور التنين. إنه راوي وسكير يتمتع بشعبية كبيرة بين عامة الناس في كينجز لاندنج.

### كات
كات (تُجسد الشخصية إلورا تورشيا)، هي زوجة هيو المطرقة، وأم ابنتهما المريضة التي تكافح من أجل إعالتها في كينجز لاندنج.

### جواين هايتاور
جواين هايتاور (يُجسد الشخصية فريدي فوكس وويل ويلوبي بدور جواين الأصغر)، هو ابن السير أوتو هايتاور. شارك في بطولة الوريث، حيث أطاح به الأمير ديمون تارجارين.

### آليس ريفرز
آليس روفرز (تُجسد الشخصية غايل رانكين)، هي معالجة غامض في هارِنهال في خدمة عائلة سترونج. بعد أن استولى الأمير ديمون تارجارين على هارِنهال للملكة رينيرا تارجارين، واجهه أليس في غابة الآلهة في هارِنهال وحذرته من أنه سيموت هنا.

### سيمون سترونج

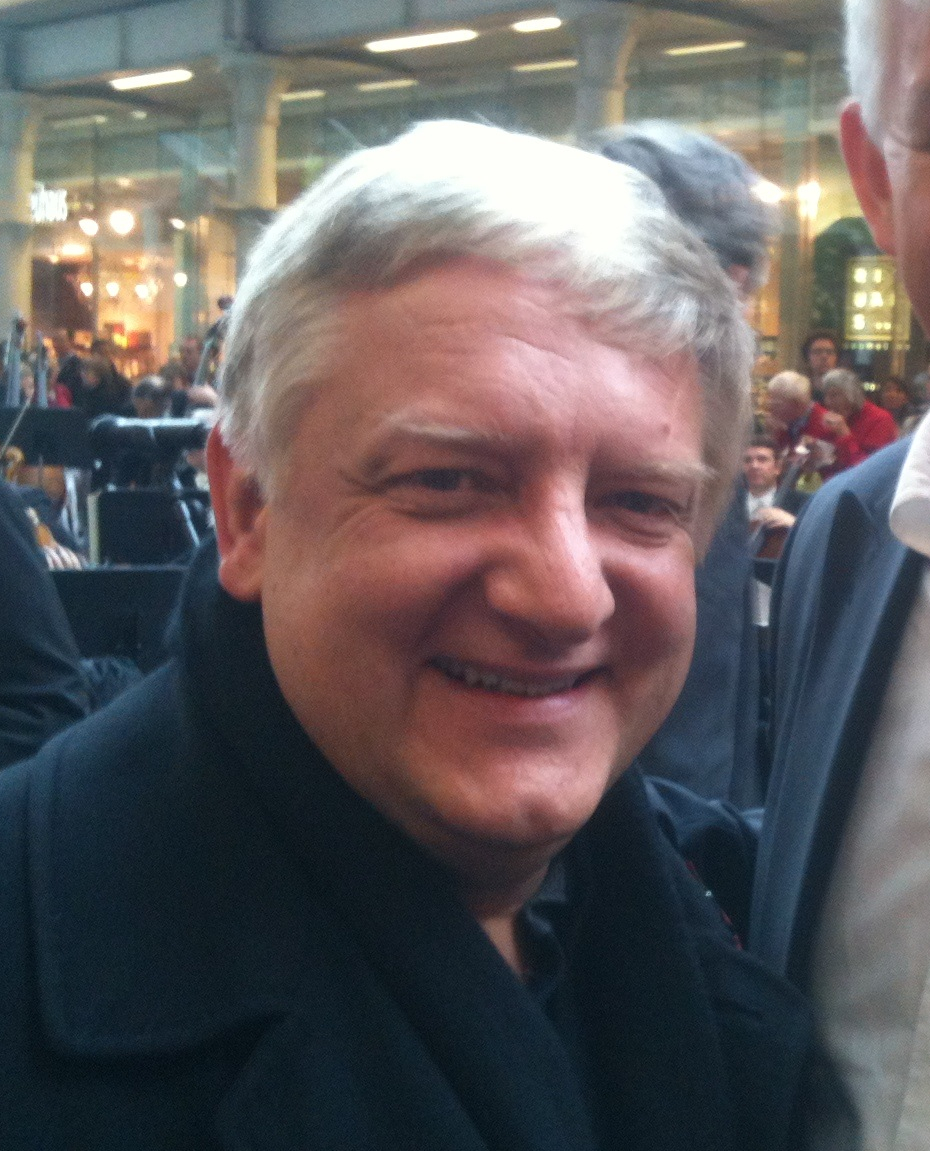
سيمون روسل بيل

سيمون سترونج (يُجسد الشخصية سيمون روسل بيل)، هو عم اللورد لايونل سترونج. وهو حاكم هارِنهال لكنه لا يحمل أي ولاء لابن أخيه الأكبر اللورد لارِس سترونج لدوره في وفاة والده لايونل وأخيه هاروين سترونج.

## الشخصيات المتكررة / الضيوف

### عائلة آرِن
- إيما آرِن (تُجسد الشخصية سيان بروك) عقيلة الملك فِسيرس تارجارين وزوجته الأولى ووالدة رينيرا.[24] ي حفيدة الملك جِهيرس الأول تارجارين من خلال والدتها الأميرة دايلا تارجارين، مما جعل فِسيرس ابن عمها الأول.
- جيرولد رويس (يُجسد الشخصية أوين أوكشوت)
- ريا رويس (يُجسد الشخصية راشيل ريدفورد) وريثة رونستون، مقر آل رويس، وزوجة الأمير ديمون تارجارين الأولى.
- جين آرِن (يُجسد الشخصية أماندا كولن)

### عائلة باراثيون
- بورموند باراثيون (يُجسد الشخصية جوليان جونز) لورد ستورمز إند، وسيد آل باراثيون ولورد باراماونت أوف ستورلاند.[24] وهو أيضًا ابن عم الأميرة ريينِس تارجارين من جانب والدتها[25] وهو الحفيد الأكبر لمؤسس العائلة أوريس باراثيون، الأخ غير الشقيق للملك إجون الفاتح.[26]
- بيريك دونداريون (يُجسد الشخصية بول ليونارد)
- بوروس باراثيون (يُجسد الشخصية روجر إيفانز) ابن اللورد بورموند باراثيون الذي خلفه بصفته سيد ستورمز إند ولورد أراضي العواصف.[24]

### عائلة بلاكوود
- ويليم بلاكوود (يُجسد الشخصية جاك باري جونز بدور البالغ، وألفي تود بدور الطفل)
- دافوس بلاكوود (يُجسد الشخصية كيران بيرتون)

### عائلة براكن
- همفري براكن (يُجسد الشخصية كريس ديفيد ستورر)
- جيريل براكن (يُجسد الشخصية غابرييل سكوت)
- إيرون براكن (يُجسد الشخصية ريان كوبل)
- آموس براكن (يُجسد الشخصية تيم فاراداي)

### عائلة هايتاور
- هوبرت هايتاور (يُجسد الشخصية ستيفان رودري) لورد البلدة القديمة وسيد آل هايتاور، والأخ الأكبر للسير أوتو هايتاور.[27]
- لينيس هايتاور (تُجسد الشخصية آلانا رمزي)

### عائلة لانستر
- سيرا لانيستر (تُجسد الشخصية لوسي بريرز)
- همفري ليفورد (يُجسد الشخصية دانيال فاثرز)

### عائلة ستارك
- ريكون ستارك (يُجسد الشخصية ديفيد هونسلو)

### عائلة سترونج
- لايونل سترونج (يُجسد الشخصية جافين سبوكس) سيد هارينهال ورئيس آل سترونج البيت، وسيد القوانين في المجلس الصغير للملك فِسيرس تارجارين. وقد حل لاحقًا محل سير أوتو هايتاور بصفته معاون الملك.[28]
- هاروين سترونج (يُجسد الشخصية ريان كور) الابن الأكبر لسيد القوانين ليونيل سترونج ووريث هارينهال. يُعرف باسم «كاسر العظام»، ويقال إنه أقوى رجل في الممالك السبع. كان العاشق السري للأميرة رينيرا تارجارين والأب البيولوجي لأبنائها الثلاثة الأوائل.[28]
- باكستر سترونج (يُجسد الشخصية غرايم ماكنايت)
- جيرموند سترونج (يُجسد الشخصية بول فالنتين)

### عائلة تارجارين
- جِهيرس تارجارين الأول (يُجسد الشخصية ميخائيل كارتر) رابع ملوك الممالك السبع. جد الملك فِسيرس والأمير ديمون تارجارين والأميرة ريينِس تارجارين والملكة إيما آرِن. كان معروفًا باسم «المصلح» أو «الملك القديم»، وقد حكم لأكثر من نصف قرن وانتهى به الأمر لعمر أطول من جميع أبنائه، واضطر في النهاية إلى تنظيم المجلس العظيم لاختيار وريث من أحفاده. كان راكب تنين وركب التنين فيرميثور.
- أليسا تارجارين (يُجسد الشخصية إيميلين لامبرت)
- جِهيرس تارجارين
- جِهيرا تارجارين
- إجون «الأصغر» تارجارين
- فِسيرس تارجارين

### عائلة تلي
- أوسكار تلي (يُجسد الشخصية أرتشي بارنز)
- فورست فراي (يُجسد كينيث كولارد)
- سابِثا فراي (تُجسد الشخصية سارة وودورد)
- بيتر بايبر (يُجسد الشخصية أنطونيو ماجرو)
- واليس موتون (يُجسد الشخصية تورلو كونفيري)

### عائلة تايرل
- جوسلين ريدوين (يُجسد الشخصية جوانا ديفيد)
- ألون كازويل (يُجسد الشخصية بول هيكي) لورد جسر العلقم وسيد آل كازويل.[29]

### عائلة فيلاريون
- لاينور فيلاريون (يُجسد الشخصية جون ماكميلان كبالغ، وثيو نيت كمراهق، وماثيو كارفر كطفل) ابن اللورد كوريليس فيلاريون والأميرة ريينِس تارجارين، وبعد ذلك الزوج الأول للأميرة رينيرا تارجارين. راكب تنين يركب التنين سيسموك.[30]
- لاينا فيلاريون (تُجسد الشخصية نانا بلونديل كبالغة، وسافانا ستاين كمراهقة، ونوفا فويليس-موسيه كطفلة) ابنة اللورد كورليس فيلاريون والأميرة ريينِس تارجارين، ولاحقًا الزوجة الثانية للأمير دييمون تارجارين. راكبة تنين تمتطي التنين الأسطوري القديم فاجهار.
- فيموند فيلاريون (يُجسد الشخصية فيل جونسون) الشقيق الأصغر للورد كورليس فيلاريون، وقائد في البحرية في فيلاريون.[31]
- جوفري لونماوث (يُجسد الشخصية سولي ماكلويد) فارس آل لونماوث وعشيق لِاينور فيلاريون.
- كارل كوري (يُجسد الشخصية أرتي فروشان) فارس منزلي وعشيق سير لِاينور فيلاريون.
- لوسيريس «لوك» فيلاريون (يُجسد الشخصية إليوت جريهولت عندما كان مراهقًا وهارفي سادلر عندما كان طفلاً صغيرًا) الابن الثاني للأميرة رينيرا وسير لِاينور فيلاريون. إنه راكب تنين يركب التنين الصغير آراكس.[32]
- جوفري فيلاريون (يُجسد الشخصية أوسكار إسكينازي)
- كلفين (يُجسد الشخصية حقي علي)

### كينجز لاندنج
- ميلوس (يُجسد الشخصية ديفيد حوروفاتسح) سيد القلعة والمايستر الرئيس في المجلس الصغير للملك فِسيرس، بالإضافة إلى عمله كطبيب شخصي.[33]
- لايمان بيزبوري (يُجسد الشخصية بيل باترسون) سيد هونيهولت ورئيس آل بيسبيري، وسيد العملات في مجلس المجلس الصغير للملك فِسيرس.[34]
- راندل باريت (يُجسد الشخصية فرانكي ويلسون)
- جاسبر وايلد (يُجسد الشخصية بول كينيدي) لورد آل رين وسيد آل وايلد. المعروف باسم «القضيب الحديدي»، حل محل لايونل سترونج بصفته سيد القوانين في المجلس الصغير للملك فِسيرس تارجارين ولا يزال يحتفظ بمنصبه تحت قيادة الملك إجون الثاني تارجارين.
- تايلا (تُجسد الشخصية أليكسيس رابين) وصيفة الملكة أليسنت هايتاور وجاسوسة لصالح ميساريا.[35]
- ديانا (تُجسد الشخصية مادي إيفانز) خادمة اغتصبها الملك إجون الثاني تارجارين.[36]
- سيلفي (تُجسد الشخصية ميشيل بونارد)
- دم (يُجسد الشخصية سام سي ويلسون)
- جبنة (يُجسد الشخصية مارك ستوبارت)
- أكسل بولوير (يُجسد الشخصية إيدي آير)

### دراجونستون
- إليندا ماسي (تُجسد الشخصية جوردون ستيفنز)
- جيرارديس (يُجسد الشخصية فيل دانيلز) هو مايستر دراجونستون الذي يخدم آل تارجارين ويقدم المشورة للملكة رينيرا تارجارين كجزء من المجلس الأسود.[37]
- بارتيموس سيلتيجار (يُجسد الشخصية نيكولاس جونز) لورد جزيرة المخالب وسيد آل سيلتيجار.
- سيمون ستونتون (يُجسد الشخصية مايكل إلوين)
- ألفريد بروم (يُجسد الشخصية جيمي كينا)
- جورمون ماسي (يُجسد الشخصية جيمس دريفوس)
- جونثور داركلين (يُجسد الشخصية ستيفن باسي)

### الحرس الملكي
- ريام ريدوين (يُجسد الشخصية غاري كوبر) هو اللورد القائد للحرس الالملكي ملك تحت قيادة الملك جِهيرس المُصلح والملك فِسيرس تارجارين الأول. يموت ريام خارج الشاشة لأسباب طبيعية ويخلفه سير هارولد وسترلينج في منصب اللورد القائد.
- إريك كارجل (يُجسد الشخصية إليوت تيتنسور) الشقيق التوأم لسير أريك كارغيل وعضو في الحرس الملكي للملك فِسيرس تارجارين ولاحقًا في الحرس الملكي للملكة رينيرا تارجارين.[38]
- آريك كارجل (يُجسد الشخصية لوك تيتنسور) الشقيق التوأم لسير إريك كارغيل وعضو في الحرس الملكي للملك فِسيرس تارجارين ولاحقًا في الحرس الملكي للملك إجون الثاني تارجارين.[38]
- ستيفون داركلين (يُجسد الشخصية أنتوني فلاناغان) عضو في الحرس الملكي للملك فِسيرس تارجارين ولاحقًا في الحرس الملكي للملكة رينيرا تارجارين.[39]
- لوران ماربراند (يُجسد الشخصية ماكس وروتسلي) عضو في الحرس الملكي للملك فِسيرس تارجارين ولاحقًا في الحرس الملكي للملكة رينيرا تارجارين.[40]
- ليون إسترمونت (يُجسد الشخصية رالف ديفيس)
- إدارد ووترز (يُجسد الشخصية توك ستيفن)
- ريكارد ثورن (يُجسد الشخصية فينسينت راجان)

### ناس من إيسوس
- كراجاس دراهار (يُجسد الشخصية دانيال سكوت سميث) أمير - أميرال مايرش الذي يقود التحالف الثلاثي في قهر (الأعتاب)، التي تعاني منها تجارة البحر الويستروسي. يُعرف باسم «مغذي السلطعون» بسبب صلب وإطعام أعدائه المأسورين لسلطعونات البحر.
- ريجيو هاراتيس (يُجسد الشخصية دين نولان)

### التنانين
- سايراكس، هو تنين بالغ ذو حراشف صفراء تفقس وتركبها الملكة رينيرا تارجارين. كما أنها وضعت مجموعة من ثلاث بيضات تنين على دراجونمونت على دراجونستون والتي استعادها الأمير ديمون تارجارين.
- كاراكسس، يُعرف أيضًا باسم «دودة الدم»، وهو تنين بالغ ذو حراشف دم حمراء مرتبطة بالأمير ديمون تارجارين ويمتطيه. على عكس معظم التنانين، فإن رقبة وجسم كاراكسس أطول بكثير وأكثر على شكل أفعواني. تاريخيًا، كان مرتبطًا سابقًا بالأمير إيمون تارجارين، والد الأميرة ريينس تارجارين. يشارك في الحرب (الأعتاب).
- ميليس، تُعرف أيضًا باسم «الملكة الحمراء»، وهي تنين بالغ ذو حراشف حمراء قرمزية مرتبط بالأميرة ريينس تارجارين وتمتطيها. تُعرف بأنها واحدة من أسرع التنانين في العالم المعروف. تاريخيًا، كانت مرتبطة سابقًا بالأميرة أليسا تارجارين، والدة الملك فِسيرس تارجارين الأول والأمير ديمون تارجارين.
- سيسموك، هو تنين بالغ ذو حراشف رمادية فضية يفقس ويمتطيها سير لِاينور فيلاريون حتى زيف وفاته، ولاحقًا أدام ابن الأبدان.
- فاجهار، تُعرف أيضًا باسم «ملكة جميع التنانين»، وهي تنين قديم ذو حراشف خضراء عميقة من اليشم، وفقست في دراجونستون بعد هلاك فاليريا والذي تم ربطه وامتطائه من قبل الليدي لاينا فيلاريون حتى وفاتها، وبعد ذلك يركبها الأمير إيموند تارجارين. إنها أقدم وأكبر وأقوى تنين في العالم المعروف. تاريخيًا، كانت مرتبطة سابقًا بالملكة فيسينيا تارجارين أثناء غزو إجون ولاحقًا بالأمير بايلون تارجارين، والد الملك فِسيرس تارجارين الأول والأمير ديمون تارجارين.
- باليريون، المعروف أيضًا باسم «الرعب الأسود»، كان تنينًا ضخمًا وقويًا ذو حراشف سوداء من فاليريا القديمة، وقد تم ربطه وامتلاكه من قبل الملك إجون الفاتح أثناء فترة غزو إجون. تم ربطه لاحقًا بالملك ميجور القاسي، الملك الثالث للممالك السبع والابن الأصغر لإجون وبعد ذلك الأميرة إيريا تارجارين، الحفيدة الكبرى للملك إينس الأول تارجارين، الملك الثاني للممالك السبع والابن الأكبر لإجون. في النهاية سيتم المطالبة به وركوبه من قبل الأمير فِسيرس تارجارين حتى وفاة باليريون بسبب الشيخوخة في عهد الملك جِهيرس المُصلح. سيتم بعد ذلك الاحتفاظ بجمجمته تحت القلعة الحمراء في كينجز لاندنج ولن يركب فِسيرس تنين آخر أبدًا.
- صنفاير، يُعرف أيضًا باسم «صنفاير الذهبي»، وهو تنين صغير ذو حراشف ذهبية يفقس ويمتطيه الملك إجون تارجارين الثاني.
- دريمفاير، هو تنين بالغ ذو حراشف زرقاء شاحبة مرتبط بالملكة هليلينا تارجارين ولكن نادرًا ما تركبها. بعد أن فقست في عهد الملك إجون الفاتح، أصبحت واحدة من أقدم التنانين في العالم المعروف. تاريخيًا، كانت مرتبطة سابقًا بالأميرة رِاينا تارجارين، الابنة الكبرى للملك إينس تارجارين الأول. تم اختيار إحدى بيضات دريمفاير لتوضع في مهد الأمير بايلون تارجارين ولكن بعد وفاة بايلون، سرقها الأمير ديمون تارجارين حتى سلم البيضة للأميرة رينيرا تارجارين لاحقاً.
- موندانسر، هو تنين صغير ذو حراشف خضراء شاحبة تفقس وتركبها الأميرة بِايلا تارجارين.
- فيرماكس، هو تنين صغير ذو حراشف خضراء زيتونية يفقس ويركبها الأمير جِسيرس فيلاريون.
- آراكس، هو تنين صغير ذو حراشف بيضاء لؤلؤية يفقس ويمتطيه الأمير لوسيريس فيلاريون.
- تيراكسس، هو تنين فقس للأمير جوفري فيلاريون. في الموسم الثاني، تم إرساله إلى العش، جنبًا إلى جنب مع جوفري، بناءً على طلب الليدي جين آرِن، التي تريد تنينًا لحماية الوادي.
- ستورمكلاود هو تنين يفقس بقشور رمادية داكنة للأمير إجون «الأصغر» تارجارين. في الموسم الثاني، تم إرساله إلى العُشّ، جنبًا إلى جنب مع إجون، بناءً على طلب الليدي جين آرِن، التي تريد تنينًا لحماية الوادي.
- فيرميثور، يُعرف أيضًا باسم «الغضب البرونزي»، وهو تنين بالغ ذو حراشف برونزية تم ربطه وامتلاكه من قبل الملك المصلح المُصلح. بعد وفاة المصلح، أقام فيرميثور بمخبأه في دراجونمونت، وهو بركان كبير في دراجونستون، حيث ظل بلا راكب ولم يطالب به أحد. بعد أن فقس في عهد الملك إجون الفاتح، أصبح أحد أقدم التنانين في العالم المعروف. في الموسم الثاني، أثناء البِذر الأحمر، تم استدعاء فيرميثور إلى دراجونستون من قبل الملكة رينيرا تارجارين. بعد أن حاول بذرة التنين سيلفر دينيس امتطاء فيرميثور، أحرقه التنين حيًا وبدأ في حرق وذبح العشرات من بذور التنين الأخرى حتى واجهه هيو، الذي ارتبط بالتنين وامتطاه.
- سيلفروينج هو تنين بالغ ذو قشور فضية مرتبط ببذرة التنين أولف الأبيض ويمتطيه. تاريخيًا، كانت مرتبطة سابقًا بالملكة أليسان تارجارين، زوجة الملك جِهيرس المُصلح وجدة أولف. بعد وفاة أليسان، صنعت سيلفروينج وكرها على جبل التنين مع فيرميثور حيث ظلت بلا راكب ولم يطالب بها أحد. بعد أن فقست في عهد الملك إجون الفاتح، فهي واحدة من التنانين الأكبر سنًا في العالم المعروف. في الموسم الثاني، أثناء البِذر الأحمر، نامت سيلفروينج داخل جبل التنين حتى تعثر أولف في وكرها. بعد الاقتراب من أولف ودفعه، سمحت له بامتطائها.